# Meclofenoxato
El Meclofenoxato (Lucidril®), también conocido como centrofenoxina, es un fármaco utilizado para tratar los síntomas de la demencia senil y la enfermedad de Alzheimer. Es un éster de la dimetiletanolamina (DMAE) y el ácido 4-clorofenoxiacético (pCPA). El DMAE es una sustancia natural, que se encuentra especialmente en el pescado. pCPA es un compuesto sintético que se asemeja a una variedad de hormonas vegetales llamada auxinas .
En pacientes de edad avanzada, se ha demostrado clínicamente que mejora la memoria, tienen un efecto estimulante para la mente, y mejora en general la cognición. También aumenta los fosfolípidos de la membrana celular.